# Navy Unit Commendation
Die Navy Unit Commendation ist eine Auszeichnung der United States Navy. Sie wird an Schiffsbesatzungen verliehen, die sich während einer Kampfhandlung verdient gemacht haben.
Es wurde während des Zweiten Weltkrieges am 18. Dezember 1944 vom Secretary of the Navy (SecNav) James V. Forrestal rückwirkend zum 6. Dezember 1941 gestiftet.  
Das Ordensband kann vom Secretary of the Navy an alle Schiffe, Flugzeuge oder Einheiten verliehen werden, die sich direkt oder indirekt in Kampfhandlungen ausgezeichnet haben. Dabei werden auch ausländische Streitkräfte berücksichtigt.
Die Auszeichnung wird für eine bestimmte Kampfhandlung verliehen und kann nur von Personen getragen werden, die sich zu diesem Zeitpunkt auf dem Fahrzeug oder in der Einheit befanden.